# RV Triton
Le trimaran RV Triton (RV en anglais : Research Vessel) était un navire de recherche appartenant au Gardline Group (en) Marine Sciences Limited et un ancien prototype de démonstration britannique de navire de guerre de la Defence Evaluation and Research Agency (en) (DERA) du Royaume-Uni (devenu QinetiQ). Il a été construit comme navire de démonstration technologique pour le Global Combat Ship (GCS) de la Royal Navy et a été utilisé pour prouver la viabilité de la coque et servir de plate-forme d'essai pour d'autres innovations QinetiQ. Le navire était utilisé par l’Unité marine de l'Australian Border Force et était pendant un certain temps amarré dans la rivière Fal près du bac à câble King Harry. À compter du 4 octobre 2017, il a été est amarré sur le fleuve Yare, à Great Yarmouth, dans le Norfolk, en Angleterre.

## Historique

### Construction
En août 1998, le ministère de la Défense du Royaume-Uni a attribué un contrat au Modèle:VP Gaoup pour la construction du trimaran, pour un coût de 13,5 millions de livres. Le RV Triton a été lancé en mai 2000 et livré en août 2000. Triton a ensuite lancé un programme d’essais sur deux ans de réduction des risques pour le ministère de la Défense du Royaume-Uni et le département américain de la Défense.
Son nom rappelle les trois coques parallèles du navire, qui fait référence au dieu maritime Triton, qui portait la lance à trois branches, le trident. Les coques externes sont plus fines et beaucoup plus courtes que la coque centrale dominante.

### Historique opérationnel
DERA et QuinetiQ :
Il a été conçu comme un démonstrateur pour prouver que le concept de trimaran fonctionnerait avec succès pour un grand navire de guerre. Après son lancement en 2000, le navire a entamé une série d’essais en 2001, portant sur la manutention générale du navire, les performances, le comportement en mer, mais aussi sur des domaines plus spécifiques à sa conception pour lesquels la Royal Navy n’avait aucune expérience. Par exemple, une série de manœuvres d'accostage ont été entreprises par les bateaux-pilotes du HMNB Portsmouth afin de déterminer les problèmes d'accostage d'un grand trimaran, aux côtés du HMS Argyll et du pétrolier RFA Brambleleaf (A81). Triton a également teste le premier décollage et atterrissage d'un hélicoptère sur un trimaran.
Le Triton était présent au Festival international de la mer en 2001, mais les visiteurs n'étaient pas autorisés à le visiter.
Gardline Marine Sciences :
En janvier 2005, Triton a été vendu à Gardline Marine Sciences, une société britannique basée à Great Yarmouth, dans le Norfolk. Triton a été utilisé pour les travaux de levés hydrographiques pour le civil hydrography programme (CHP) pour le compte de la Maritime and Coastguard Agency (MCA). Le navire a été amélioré par Gardline en installant une unité d'étrave, des locaux supplémentaires et des équipements de surveillance. En 2009, deux nouveaux moteurs MTU ont été installés, de 2 080 kW chacun.
Douanes australiennes :
En décembre 2006, Gardline a confié le Triton au service australien des douanes et de la protection des frontières pour patrouiller dans les eaux septentrionales de l'Australie dans la flotte de navires de patrouille. Le navire de douane australien Triton a été équipé de deux mitrailleuses lourdes de calibre .50 et peut contenir jusqu'à 28 agents des douanes armés. Le navire est également équipé de deux bateaux pneumatiques à grande vitesse et à coque rigide (RHIB) de 7,3 m. Le navire est arrivé du Royaume-Uni à la mi-janvier 2007 et a immédiatement démarré ses opérations. Un hébergement austère est prévu pour 100 personnes embarquées, en plus d'un hébergement conventionnel pour 45 personnes.

### Note et référence
- (en) Cet article est partiellement ou en totalité issu de l’article de Wikipédia en anglais intitulé « RV Triton » (voir la liste des auteurs).